# Jean-Baptiste Patoulet
Jean-Baptiste Patoulet (mort le 8 avril 1695 à Paris), administrateur colonial de la Martinique de 1677 à 1683, fut le premier titulaire de la charge d'Intendant à la Martinique après le passage de celle-ci sous le contrôle direct de la couronne de France.

## Biographie
Avant son arrivée à la Martinique, Jean-Baptiste Patoulet fut secrétaire de Jean Talon, intendant de la Nouvelle-France de 1665 à 1672, avec un bref passage comme commissaire de la marine en Acadie en 1671.

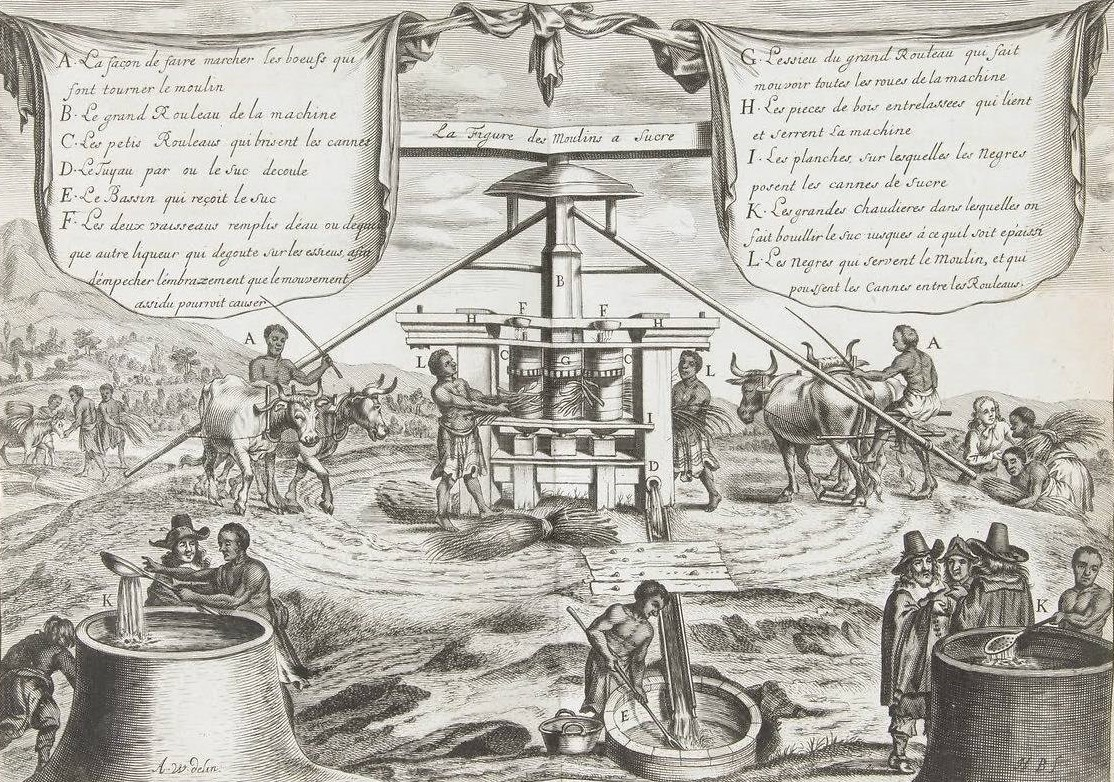
Travail des esclaves dans le moulin à sucre, 1681, par César de Rochefort.

En Martinique, il est l'un des promoteurs du développement de l'esclavage, avec Charles François d'Angennes, marquis de Maintenon, par une politique accordant des terres supplémentaires à tout noble installant au moins cent esclaves sur les siennes. En 1680, il est associé dans l'une des premières sucreries importantes de l'île. Il fut consulté par Versailles lors de la rédaction du code noir édicté en 1685, tout comme Charles de Courbon, comte de Blénac, capitaine de vaisseau dans l'escadre du comte Jean II d'Estrées puis gouverneur de la Martinique.
En 1683, Versailles lui confie l’intendance de Dunkerque. En 1686, à la demande du Secrétaire d'État à la Marine Seignelay, il rédige, à l'issue d'une enquête conduite à Cadix auprès des négociants français installés dans la ville, un Mémoire général sur le commerce qui se fait aux Indes occidentales par Cadis par lequel on en peut pénétrer à fond toutes les circonstances et juger des moyens que le Roy devra prendre pour en étendre ou au moins conserver à ses sujets les avantages .On y perçoit indiscutablement la patte des puissants négociants malouins alors installés dans le port andalou. Il meurt à Paris le 8 avril 1695. Jérôme Phélypeaux de Pontchartrain, ministre de la Marine, écrivit à son sujet : « Il comprend très bien la marine, remplit ses fonctions avec conscience, est respecté et aimé aussi bien des officiers que des matelots et, en général, de tous ceux qui servent sous ses ordres ».